# Планетарий Гамбурга
Гамбургский планетарий – один из старейших в мире и один из самых посещаемых в Европе. Он расположен в районе Винтерхуд, Гамбург, Германия, в бывшей водонапорной башне.
Планетарий был открыт в 1930 году. С тех пор он несколько раз обновлялся, последний ремонт длился полтора года, пока его не открыли в начале 2017 года. В течение следующих двенадцати месяцев 380 000 посетителей посетили 2 361 мероприятие.

## История
Гамбургский планетарий открылся 30 апреля 1930 года. Он расположен в водонапорной башне в стиле ар-деко, спроектированной Оскаром Мензелем и построенной между 1912 и 1915 годами.
В 2011 году Гамбургский планетарий стал одной из первых организаций-партнеров ESO по работе с общественностью Европейской южной обсерватории (ESO). В том же году Гамбургский планетарий стал первым планетарием в Европе, использующим полнокупольную 3D-стереоскопическую технологию. С началом реконструкции с 3 августа 2015 года Планетарий был закрыт до конца 2016 года.